# Julius Patzak

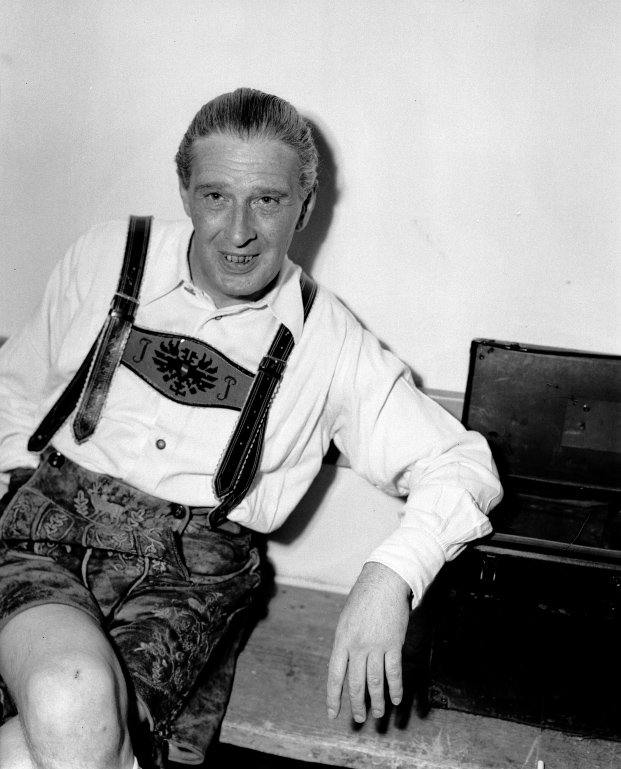
Patzak in der Garderobe des Salzburger Festspielhauses (1947)

Julius Patzak (* 9. April 1898 in Wien; † 26. Jänner 1974 in Rottach-Egern) war ein österreichischer Opern- und Liedsänger (Tenor).

## Leben
Julius Patzak studierte Kontrapunktik und Kompositionslehre bei Eusebius Mandyczewski, Guido Adler und Franz Schmidt. Danach war er als Kirchenmusiker tätig, schlug 1926 als Autodidakt die Sängerlaufbahn ein und debütierte im selben Jahr als Radames in Giuseppe Verdis Aida am Stadttheater in Reichenberg. 1927/28 sang er am Stadttheater in Brünn und wurde 1928 an die Bayerische Staatsoper verpflichtet, deren gefeiertes Ensemblemitglied er bis 1947 blieb. Patzak stand 1944 in der Gottbegnadeten-Liste des Reichsministeriums für Volksaufklärung und Propaganda.

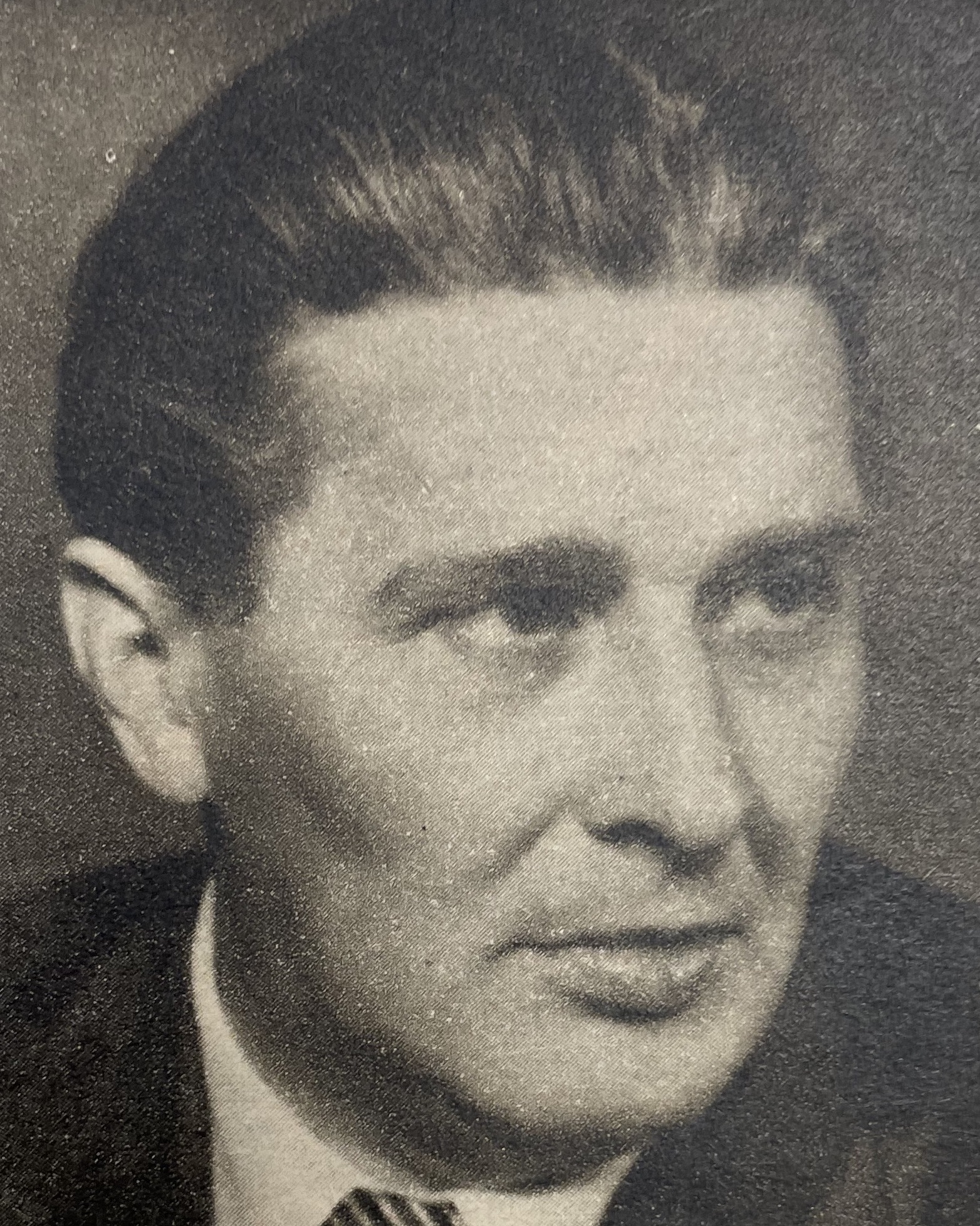
Julius Patzak, um 1943, fotografiert von Hanns Holdt

International bekannt wurde Patzak durch seine Mozart-Partien bei den Münchner Festspielen in den 1930er-Jahren; er sang hier auch in den Uraufführungen der Opern Das Herz von Hans Pfitzner (1931), Friedenstag von Richard Strauss (1938) und Der Mond von Carl Orff (1939). Gastspielreisen führten ihn unter anderem nach Mailand, Kopenhagen, Amsterdam, Budapest, Zürich und Prag. Patzak wirkte fast alljährlich, auch als Konzertsänger, bei den Salzburger Festspielen mit. 1945–1959 gehörte er der Wiener Staatsoper an, war ab 1948 Professor an der Wiener Musikakademie und bis 1966 als Sänger tätig.
Patzak war auch als Oratoriensänger (Evangelist in den Passionen von Bach und besonders als Johannes in Das Buch mit sieben Siegeln von Franz Schmidt) und Liedersänger (Schuberts Winterreise, Orchesterlieder von Richard Strauss) geschätzt. Zu seinen erfolgreichen Partien gehörten der Florestan im Fidelio und der Titelheld in Pfitzners Palestrina.
Seine letzten Lebensjahre verbrachte Patzak in Rottach-Egern. Beigesetzt wurde er auf dem Münchner Waldfriedhof, Alter Teil.
Patzak war in erster Ehe mit der Opernsängerin Hedi Steiner verheiratet, in zweiter Ehe mit Maria „Mimi“ Walter, Tochter des kgl. bayr. Kammersängers Raoul Walter (1863–1917), Enkelin des Wiener k.u.k. Kammersängers Gustav Walter (1834–1910). Patzak hatte eine Tochter Eva (* 1930), die mit dem Schauspieler Peter Pasetti verheiratet war.
Im Jahr 2010 wurde in Wien-Döbling (19. Bezirk) der Patzakweg nach dem Sänger benannt.
Viele Schallplatten für Grammophon (Berlin 1929–1938) und Decca (Wien 1947–1948), auch noch zahlreiche Langspielplatten (v. a. für Decca und Preiser) sowie Rundfunkmitschnitte.

## Auszeichnungen
- 1958: Mozartmedaille durch die Mozartgemeinde Wien[2]

## Aufnahmen (Auswahl)
- Ludwig van Beethoven:

Fidelio: Helena Braun (Leonore), Julius Patzak (Florestan), Ferdinand Frantz (Pizarro), Josef Greindl (Rocco), Karl Schmitt-Walter (Don Fernando), Elfride Trötschel (Marzelline), Richard Holm (Jaquino), Alfons Fügel (Erster Gefangener), Heinz Maria Lins (Zweiter Gefangener) u. a., Chor und Sinfonieorchester des Bayerischen Rundfunks, Dirigent: Eugen Jochum, München im April 1951 – Veröffentlicht: 2004 (WALHALL) und 2005 (Cantus Classics)